# فرد روزين
فرد روزين (بالإنجليزية: Fred Rosen)‏ هو عالم مناعة أمريكي، ولد في 25 مايو 1930 في نيوآرك في الولايات المتحدة، وتوفي في 21 مايو 2005.